# 熊谷俊人
熊谷俊人（日语：／ Kumagai Toshihito ?，1978年2月18日—），是日本政治人物，第21任千葉縣縣知事。

## 選舉
2020年9月9日，身為千葉市市長，他宣布考慮參選2021年春季的千葉縣知事選舉。
2020年11月2日，宣布參選千葉縣知事，提名前副市長神谷俊一為市長繼任者。
2021年3月4日，也就是千葉縣知事選舉公佈的當天，他在提交參選後在千葉中央公園舉行了離職儀式。 熊谷倡導“縣民黨”，沒有得到任何特定政黨的推薦，但他得到日本立憲民主黨等黨派的支持。
2021年3月21日，他獲得超過140萬張選票，創歷史最高票數，首次當選千葉縣知事。